# Möhlin
Möhlin es una comuna suiza del cantón de Argovia, ubicada en el distrito de Rheinfelden. Limita al norte con las comunas Schwörstadt (DE-BW) y Wehr (DE-BW), al este con Wallbach y Zeiningen, al sur con Magden y Maisprach (BL), y al oeste con Rheinfelden. 
Desde finales de la década de 1990 empezaron a afincarse aquí una gran cantidad de españoles y descendientes de españoles que en general procedían de Basilea y los pueblos de los alrededores.[cita requerida]

## Personajes célebres
El futbolista Iván Rakitić nació en esta comuna.